# DFB-Pokal der Frauen 1994-1995
La DFB-Pokal der Frauen 1994-1995 è stata la 15ª edizione della Coppa di Germania riservata alle squadre di calcio femminile. La finale si è svolta all'Olympiastadion di Berlino ed è stata vinta dal FSV Francoforte, per la quarta volta, superando le avversarie del TSV Siegen per 3-1 conquistando il Double per la prima e unica volta nella storia del club.

## Primo Turno
Numerosi club hanno passato il turno automaticamente e si sono qualificati al Secondo Turno. Le gare si sono svolte tra il 27 e 28 agosto 1994.
| Squadra 1                  | Risultato | Squadra 2                   |
| -------------------------- | --------- | --------------------------- |
| SV Lorbeer Rothenburgsort  | 0 - 11    | Eintracht Wolfsburg         |
| BVB Halle 93               | 1 – 7     | TeBe Berlino                |
| DSG Breitenthal-Oberhausen | 2 - 7     | TuS Ahrbach                 |
| SV Brackel                 | 1 - 10    | Grün-Weiß Brauweiler        |
| FT Geestemünde             | 0 - 9     | FC Rumeln-Kaldenhausen      |
| Fortuna Dresden-Rähnitz    | 0 - 6     | Klinge Seckach              |
| TSV Battenberg             | 1 - 3     | Praunheim                   |
| KBC Duisburg               | 0 - 5     | Eintracht Rheine            |
| SpVgg Wiehre               | 1 - 3     | Saarbrücken                 |
| SKV Beienheim              | 0 – 7     | FSV Francoforte             |
| Hertha Zehlendorf          | 1- 4      | Fortuna Sachsenroß Hannover |
| TSV Georgdorf              | 0 - 16    | TSV Siegen                  |
| Wolfenbütteler SV          | 2 - 0     | SSV Schmalfeld              |
| TuS Ahrbach II             | 0 - 4     | TuS Wörrstadt               |
| Bad Neuenahr               | 1 - 9     | Niederkirchen               |
| Crailsheim                 | 3 - 1     | FSV DJK Schwarzbach         |

## Secondo Turno
Le gare si sono svolte tra il 22 e 23 ottobre 1994.
| Squadra 1               | Risultato | Squadra 2                   |
| ----------------------- | --------- | --------------------------- |
| Fortuna Wuppertal       | 0 - 7     | FC Rumeln-Kaldenhausen      |
| Jena                    | 1 – 3     | TeBe Berlino                |
| SC Marktbreit           | 0 - 3     | Klinge Seckach              |
| Crailsheim              | 0 - 3     | FSV Francoforte             |
| GSV Moers               | 0 - 12    | TSV Siegen                  |
| BSV Müssen              | 1 - 4     | Eintracht Rheine            |
| STV Lövenich            | 0 - 7     | Grün-Weiß Brauweiler        |
| BWG Köln                | 3 - 2     | SSG Bergisch Gladbach       |
| Polizei SV Rostock      | 2 - 6     | Fortuna Sachsenroß Hannover |
| Wolfenbütteler SV       | 0 – 2     | Eintracht Wolfsburg         |
| SV Oberteuringen        | 0 - 8     | TuS Ahrbach                 |
| Wittenseer SV           | 0 - 7     | Turbine Potsdam             |
| SG Kirchhardt           | 1 - 0     | TuS Wörrstadt               |
| FSV Viktoria Jägersburg | 0 - 4     | Sindelfingen                |
| Saarbrücken             | 3 - 1     | Niederkirchen               |
| FSV Unterkotzau         | 1 - 5     | Praunheim                   |

## Terzo Turno
Le gare si sono svolte il 13 novembre 1994.
| Squadra 1                   | Risultato | Squadra 2              |
| --------------------------- | --------- | ---------------------- |
| Eintracht Rheine            | 1 - 3     | Klinge Seckach         |
| Turbine Potsdam             | 0 – 5     | Saarbrücken            |
| Eintracht Wolfsburg         | 1 - 6     | FC Rumeln-Kaldenhausen |
| TuS Ahrbach                 | 2 - 3     | Grün-Weiß Brauweiler   |
| BWG Köln                    | 1 - 3     | Sindelfingen           |
| TSV Siegen                  | 3 - 1     | Praunheim              |
| Fortuna Sachsenroß Hannover | 3 - 1     | TeBe Berlino           |
| SC Kirchhardt               | 0 - 8     | FSV Francoforte        |

## Quarti di finale
Le gare si sono svolte tra l'11 e 18 dicembre 1994.
| Squadra 1                   | Risultato   | Squadra 2              |
| --------------------------- | ----------- | ---------------------- |
| Fortuna Sachsenroß Hannover | 2 - 3 (dts) | Klinge Seckach         |
| Grün-Weiß Brauweiler        | 4 - 1 (dts) | FC Rumeln-Kaldenhausen |
| TSV Siegen                  | 3 - 1       | Saarbrücken            |
| Sindelfingen                | 0 - 2       | FSV Francoforte        |

## Semifinali
Le gare si sono svolte il 12 febbraio 1995.
| Squadra 1       | Risultato      | Squadra 2            |
| --------------- | -------------- | -------------------- |
| TSV Siegen      | 1 - 1(4-2 dtr) | Klinge Seckach       |
| FSV Francoforte | 1 - 1(5-4 dtr) | Grün-Weiß Brauweiler |

## Finale
| Arbitro: | Silke Janssen (Emden) |

|                                    |           |             |
| Prinz 32’ König 77’ Austermühl 89’ | Marcatori | 33’ Fitzner |